# Amata leechii
Amata leechii är en fjärilsart som beskrevs av Rothschild 1910. Amata leechii ingår i släktet Amata och familjen björnspinnare. Inga underarter finns listade i Catalogue of Life.